# Lino Lacedelli
Lino Lacedelli (ur. 4 grudnia 1925 w Cortinie d’Ampezzo, zm. 20 listopada 2009 tamże) – włoski wspinacz, pierwszy zdobywca K2.
Brał udział w ekspedycji prowadzonej przez Ardito Desio i razem z Achille Compagnonim był pierwszym człowiekiem, który wszedł na K2. Miało to miejsce 31 lipca 1954. Autor wielu książek na temat wspinaczki wysokogórskiej.